# Alter Annenfriedhof

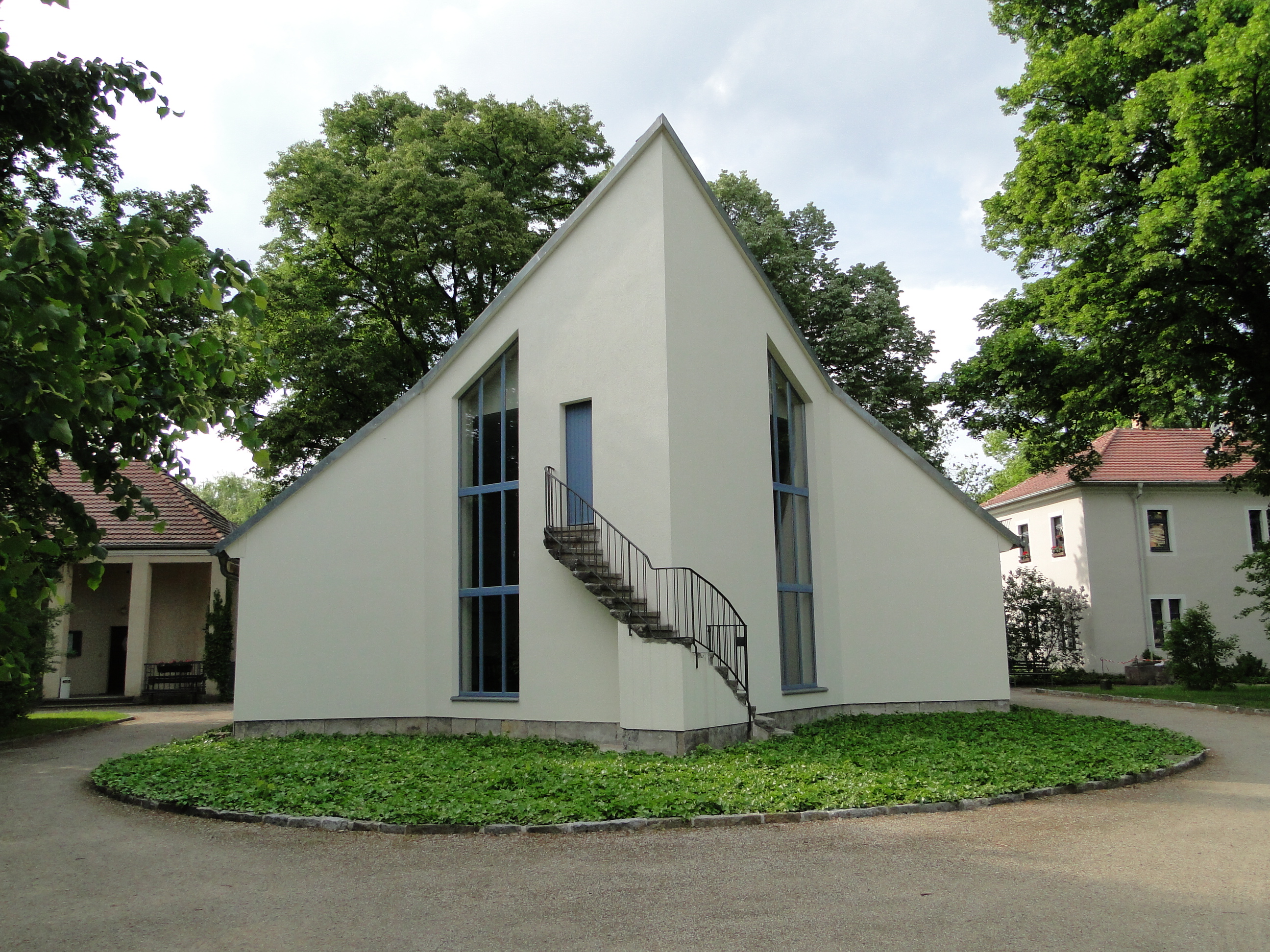
A nova capela construída em 2009

O Alter Annenfriedhof é o terceiro cemitério denominado Annenfriedhof, e o mais antigo ainda existente Annenfriedhof em Dresden, localizado no distrito de Südvorstadt. Juntamente com o Neuer Annenfriedhof pertence à associação dos Annenfriedhöfe de Dresden.

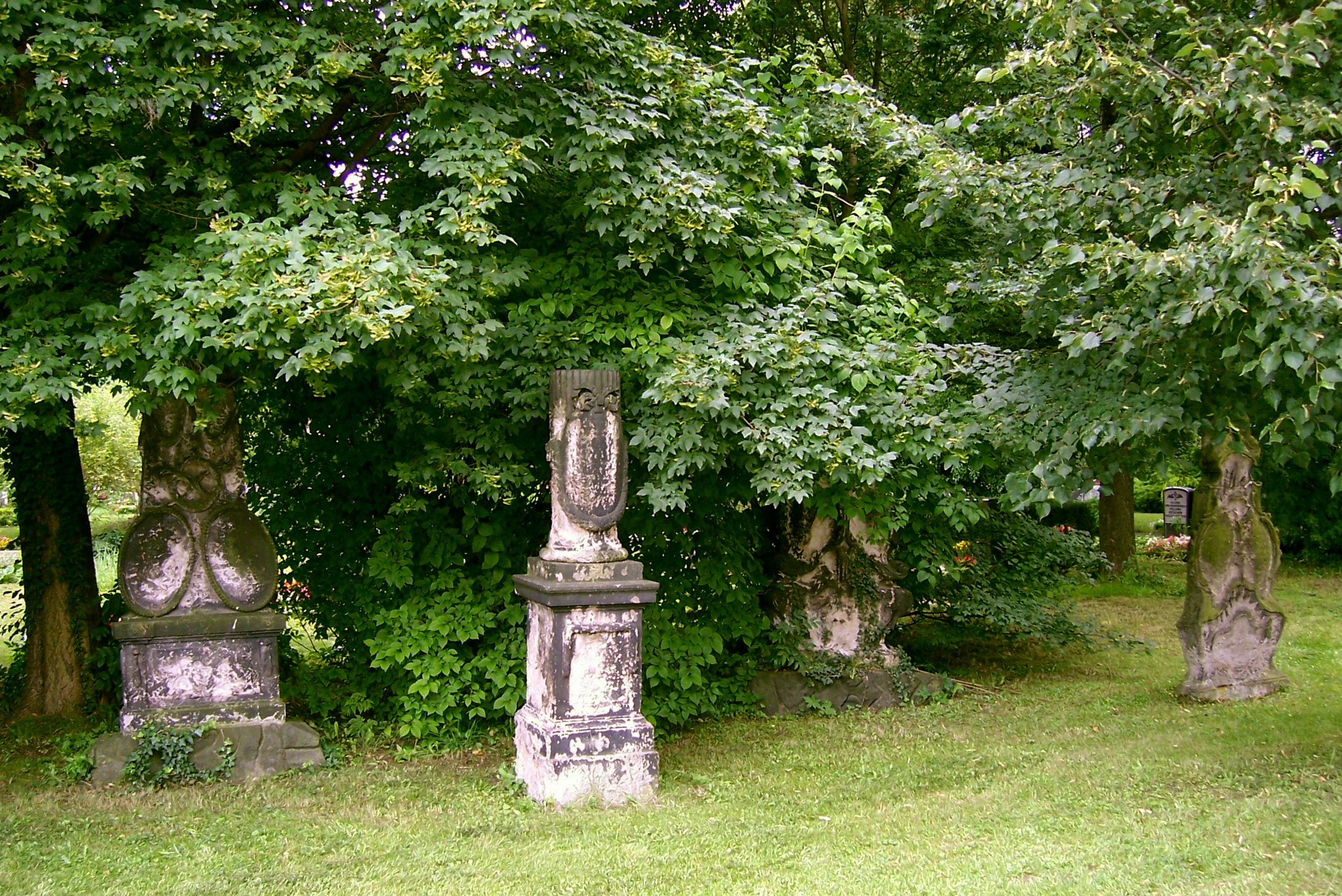
Sepulturas do segundo Annenfriedhof na entrada do Alter Annenfriedhof

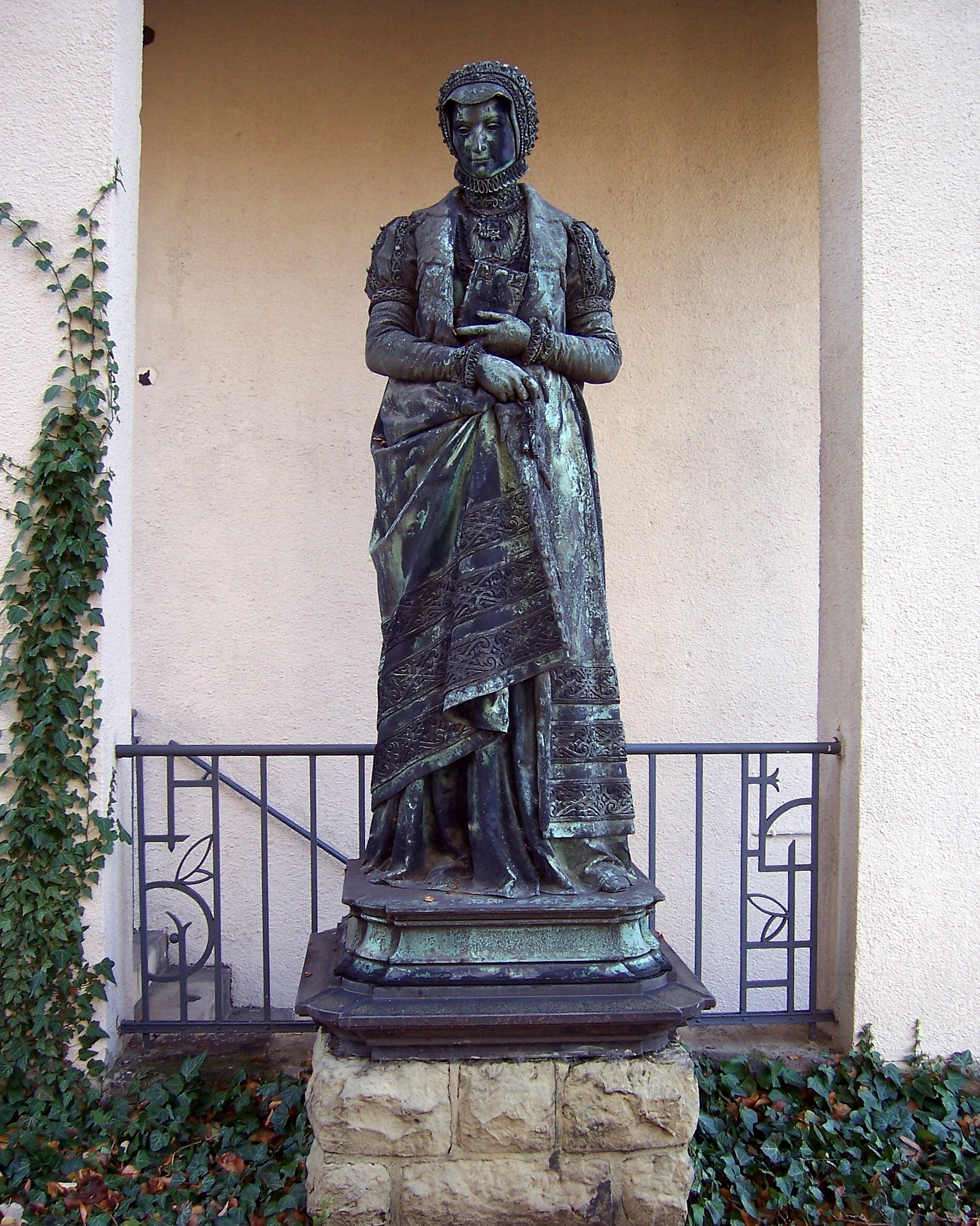
Monumento de Robert Henze, até 2010 no Alter Annenfriedhof

## História

### Os Annenfriedhof
O Alter Annenfriedhof é o terceiro Annenfriedhof na cidade de Dresden. O primeiro Annenfriedhof foi construído por volta de 1515 em torno da Annenkirche, e foi usado até o final do século XVIII. Em 1828 o primeiro Annenfriedhof foi fechado. Já em 1712 o segundo cemitério foi inaugurado (Neuer Annenkirchhof), não muito longe da Annenkirche, na atual Sternplatz, onde tumbas foram construídas nos anos seguintes. Tinha numerosas sepulturas artisticamente valiosas e também se tornou um local para sepultamentos do Frauenkirchhof. O segundo Annenfriedhof em Dresden foi fechado em 1854 devido à falta de espaço e foi secularizado até 1914. As lápides do segundo Annenfriedhof encontraram sua nova localização na área de entrada do terceiro Annenfriedhof.

## Sepulturas

### Memoriais

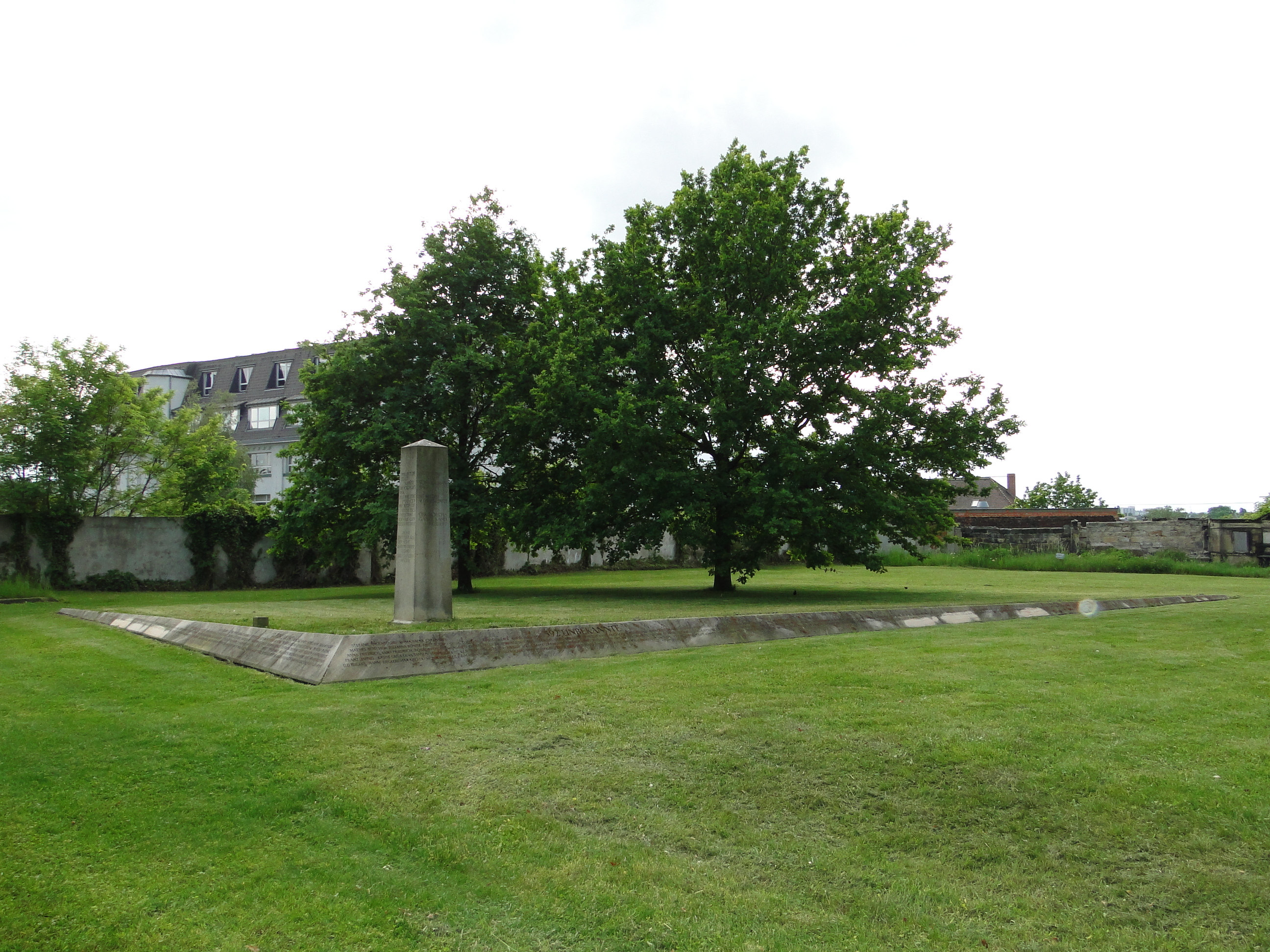
Sepultura e memorial para 800 vítimas da Bombardeamento de Dresden

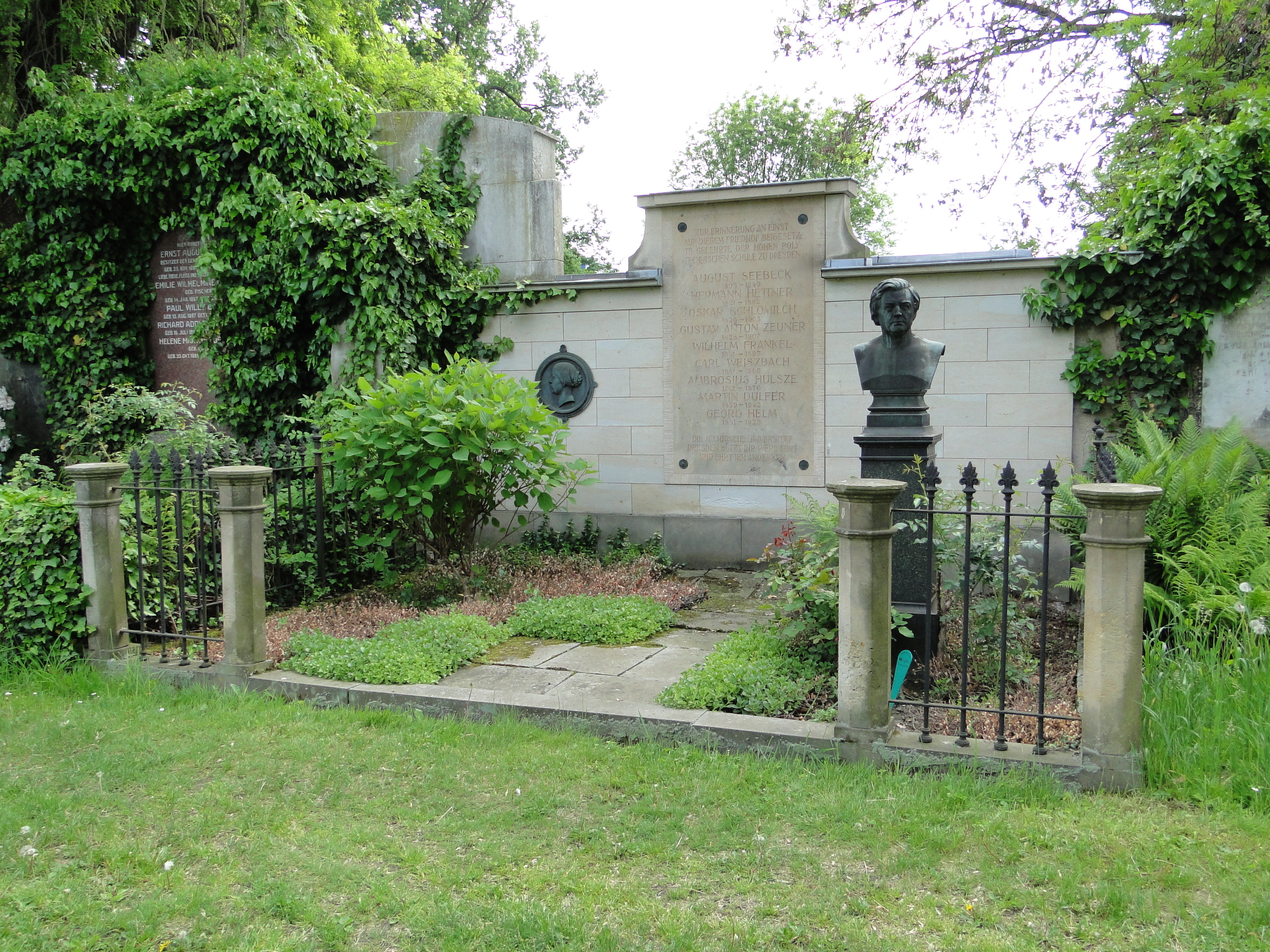
Memorial para professores da Universidade Técnica de Dresden

Professores da Universidade Técnica de Dresden:
- Martin Dülfer (1859–1942), professor de arquitetura
- Wilhelm Fränkel (1841–1895), professor de estática
- Georg Helm (1851–1923), professor de matemática (sepultura preservada)
- Julius Ambrosius Hülße (1812–1876), professor de tecnologia mecânica e economia
- Oscar Schlömilch (1823–1901), professor de matemática e mecânica
- August Seebeck (1805–1849), professor de física
- Karl Weißbach (1841–1905), professor de arquitetura
- Gustav Zeuner (1828–1907), professor de mecânica e teoria de máquinas (sepultura preservada)

### Sepulturas de personalidades conhecidas

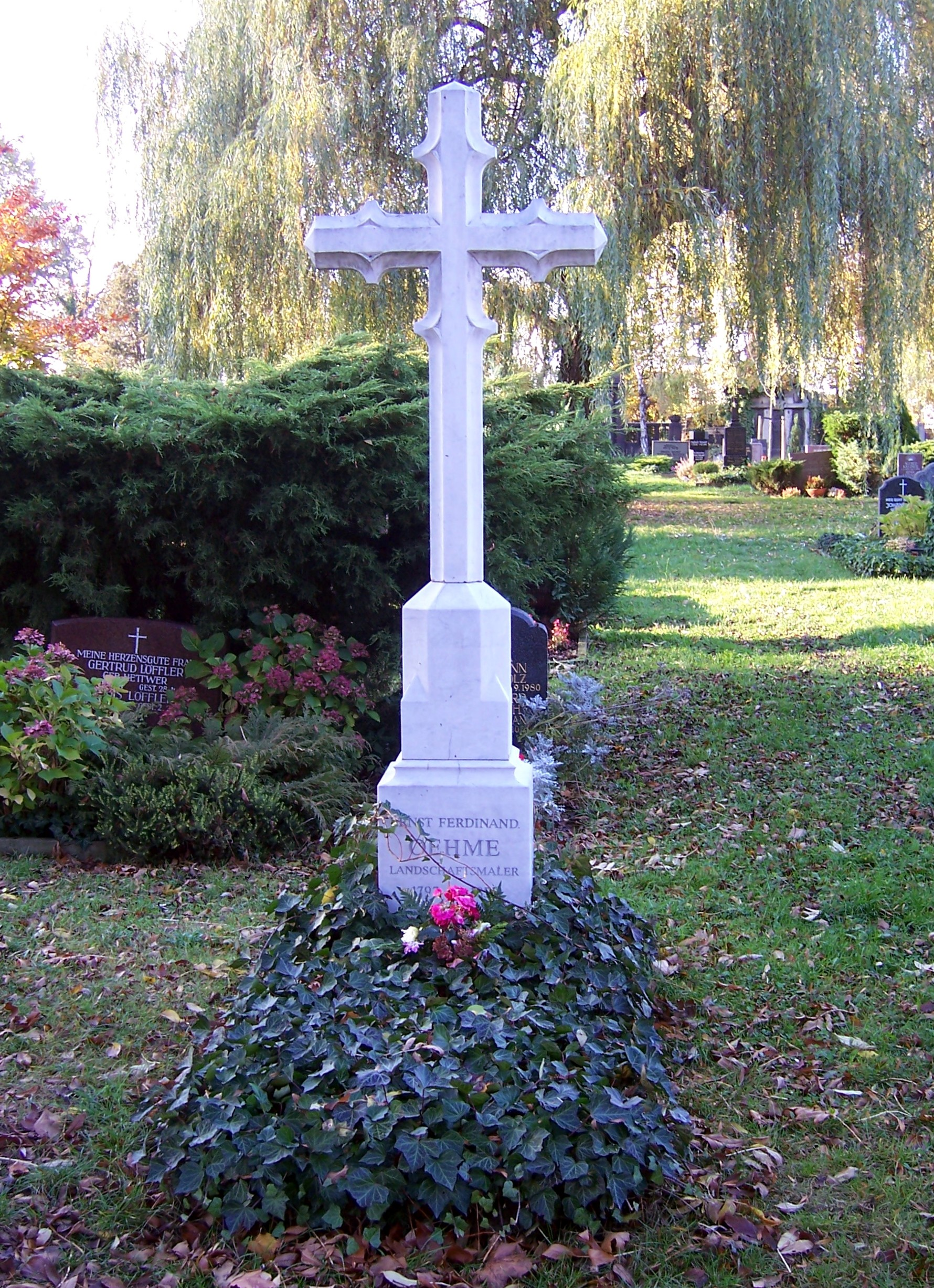
Sepultura do pintor Ernst Ferdinand Oehme

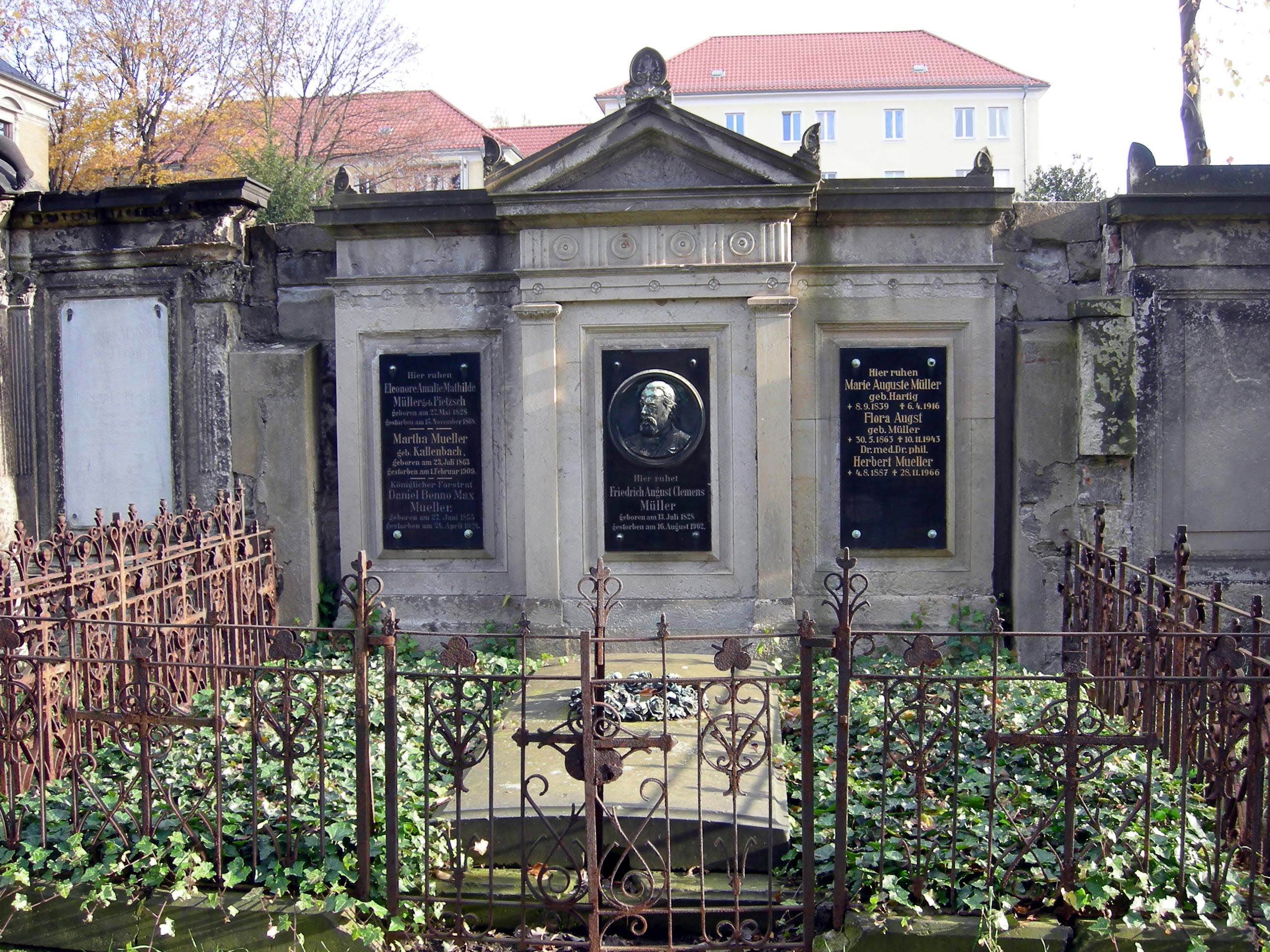
Sepultura da família Clemens Müller

- Ernst Louis Aulhorn (1818–1891), empresário, fundador da fábrica de chocolates e doces "C.C. Petzold & Aulhorn"
- Johann Karl Ulrich Bähr (1801–1869), pintor
- Woldemar von Biedermann (1817–1903), Goetheforschung
- Werner Boie (1901–1978), engenheiro térmico
- Georg von Bothmann (1810–1891), pintor da corte imperial russa
- Günther von Bültzingslöwen (1839–1889), cônsul
- Bogumil Dawison (1818–1872), ator
- Franz Dibelius (1847–1924), Oberhofprediger
- Friedrich Wilhelm Enzmann (1802–1866), fundador da indústria da fotografia de Dresden
- Dietmar Franke (1938–2007), político
- Bruno Geinitz (1814–1900), geólogo
- Gerhard Geise (1930–2010), matemático
- Ingrid Grohmann (1942–2009), historiadora
- Heinrich Gudehus (1842–1909), cantor
- Otto Harlan (1840–1905), Konsul, Landwirt und Bankdirektor, avô de Veit Harlan
- Karl Ernst Hartig (1836–1900), primeiro reitor eleito da Universidade Técnica de Dresden
- Carl Hauer (1847–1905), estucador da corte
- Georg Helm (1851–1923), professor de matemática
- Robert Henze (1827–1906), escultor
- Erwin Herlitzius (1921–2013), filósofo
- Hermann Hettner (1821–1882), estudioso de arte e literatura
- Otto Leonhard Heubner (1812–1893), jurista, político
- Rudolf Heyn (1835–1916), arquiteto
- Emil Höpner (1846–1903), organista
- Friedrich Christian Hünich (1770–1836), mestre pedreiro
- Johann Friedrich Jencke (1812–1893), fundador e primeiro diretor da Taubstummenschule Dresden
- Georg Kelling (1866–1945), médico, inventor do laparoscópio
- Georg Kestner (1805–1892), arquivista
- Carl Köpping (1848–1914), pintor
- Carl Friedrich August Kühnscherf (1808–1879), fundador da firma "August Kühnscherf und Söhne"
- Felix von Kunowski (1868–1942), taquígrafo
- Friedrich August Leßke (1841–1904), historiador local
- Bertha von Marenholtz-Bülow (1810–1893), pedagoga reformista
- Frommherz Lobegott Marx (1810–1863), arquiteto
- Clemens Müller (1828–1902), fabricante de máquinas de costura
- Paul Näcke (1851–1913), psiquiatra e criminologista
- August Nagel (1821–1903), professor de geodésia
- Alfred Neugebauer (1914–2006), historiador local
- Ernst Ferdinand Oehme (1797–1855), pintor
- Minna Planer (1809–1866), atriz e mulher de Richard Wagner
- Hermann Freihold Plüddemann (1809–1868), pintor
- Heinz Pose (1905–1975), físico atômico
- Carl Arthur Scheunert (1879–1957), veterinário
- Karl Heinrich Schier (1802–1869), Privatgelehrter und Arabist
- Familiengrabstätte Schnorr von Carolsfeld
  - Julius Schnorr von Carolsfeld (1794–1872), pintor
  - Ludwig Schnorr von Carolsfeld (1836–1865), cantor
  - Malvina Schnorr von Carolsfeld (1825–1904), cantora
- Franz Schnorr von Carolsfeld (1842–1915), filólogo e historiador da literatura
- Alfred Stübel (1827–1895), prefeito de Dresden
- Pauline Ulrich (1835–1916), atriz da corte
- Eberhard Wächtler (1929–2010), historiador econômico
- Minna Wagner (1809–1866), atriz, primeira mulher de Richard Wagner
- Gustav Anton Zeuner (1828–1907), professor de mecânica e teoria das máquinas teórica

### Sepulturas reconstruídas e não preservadas

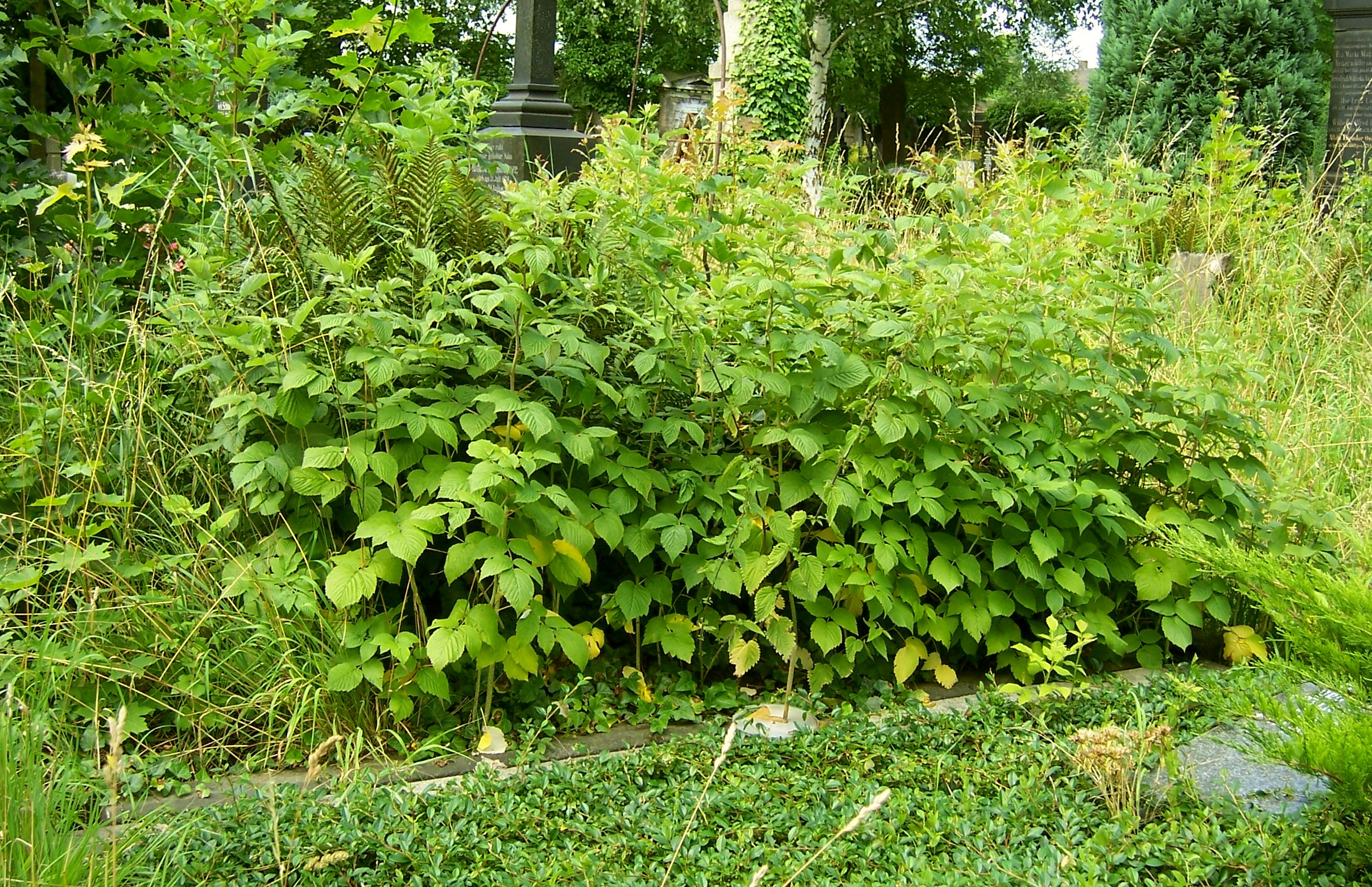
sepultura degradada do escultor Robert Henze

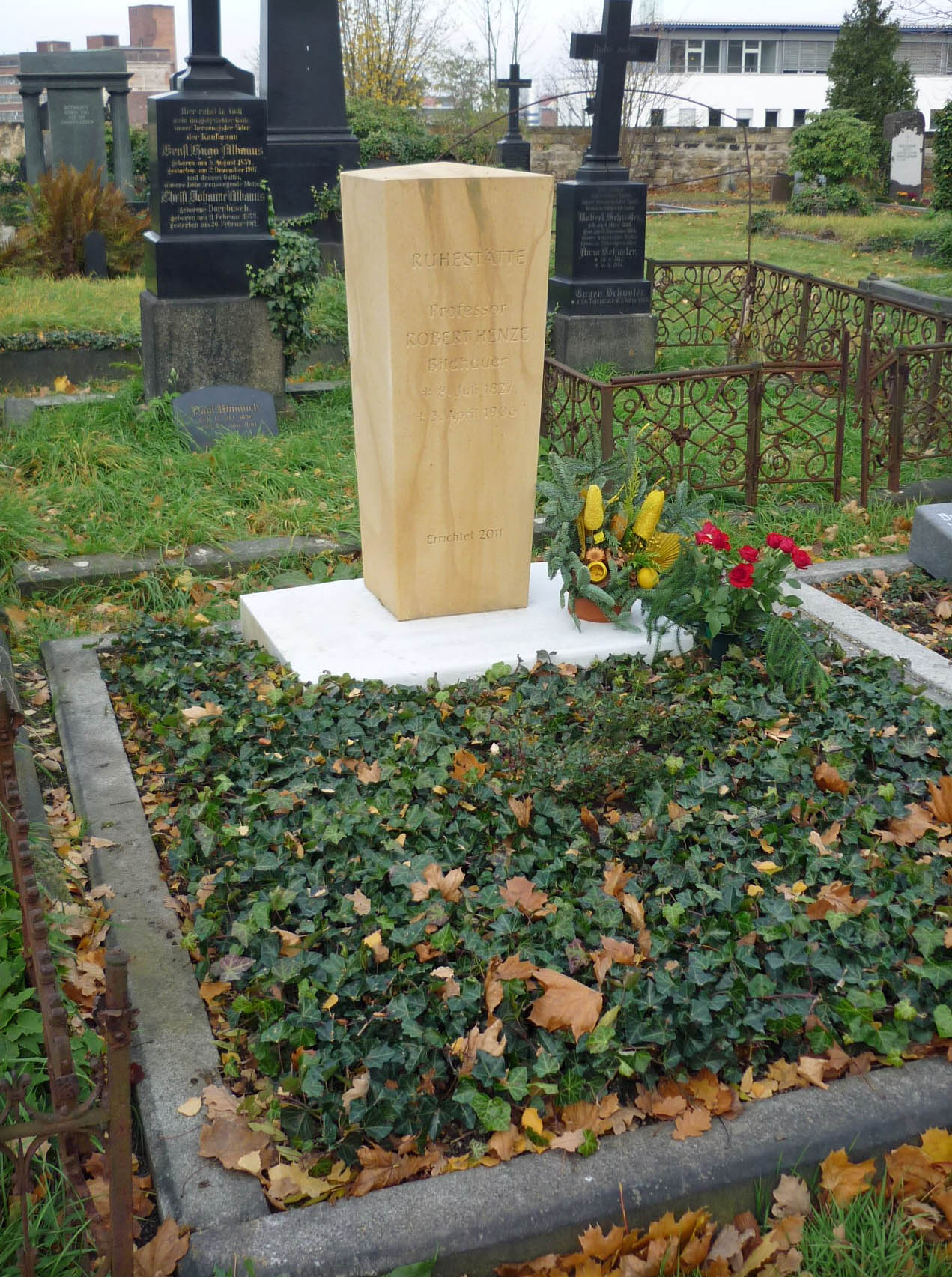
Robert Henzes Grab 2011 mit neuem Grabstein

Não preservados ou novamente ocupados estão as sepulturas de:
- Woldemar von Biedermann (1817–1903), historiador da literatura
- Emil Devrient (1803–1872), ator
- Martin Dülfer (1859–1942), professor de arquitetura
- Wilhelm Fränkel (1841–1895), professor de estática
- Hermann Großmann (1872–1952), economista
- Julius Ambrosius Hülße (1812–1876), professor de tecnologia mecânica e economia
- Max Krenkel (1839–1901), doutor h.c.
- Anna Löhn-Siegel (1830–1902), atriz
- Oskar Schlömilch (1823–1901), professor de matemática e mecânica
- August Seebeck (1805–1849), professor de física
- Richard Seifert (1861–1919), químico e empresário (im elterlichen Grab, inzwischen beräumt)[1]
- Karl Weißbach (1841–1905), professor de arquitetura

Túmulos da família Hantzsch:
- Adolf Hantzsch (1841–1920), professor e historiador local, com filho
- Viktor Hantzsch (1868–1910), geógrafo e historiador
- Bernhard Hantzsch (1875–1911), pesquisador do ártico